# Mon amie la rose (chanson)
Mon amie la rose est une chanson de Cécile Caulier, interprétée par Françoise Hardy dans son album Mon amie la rose de 1964. Au départ, mis en musique sur un boléro arrangé et déposé par Jacques Lacome d'Estalenx, la chanteuse en fera une version plus classique. La composition brode le thème classique « Seule la rose est assez fragile pour exprimer l'éternité » et a été comparée à un poème de Pierre de Ronsard.

## Destin d'un tube
La chanson, écrite dans l'émotion inspirée par la nouvelle de la mort brutale de l'actrice Sylvia Lopez à l'âge de vingt-six ans, est présentée par Cécile Caulier au Petit Conservatoire de la chanson de Mireille. Un an plus tard, Françoise Hardy, devenue soudainement une vedette, propose à l'auteur qui ne trouve pas d'interprète de l'enregistrer,. La version de Françoise Hardy est devenue l'une des chansons les plus connues et les plus populaires du répertoire de l'artiste et figure régulièrement au palmarès de la chanson française.
La ballade a connu de multiples interprétations, mais c'est la version orientalisante de Natacha Atlas qui figure sur l'album Gedida édité en 1999, qui lui donnera un nouveau souffle.
En mars 2017, sur un album collectif intitulé "Méditerranéennes", le chanteur Slimane l'enregistrera en duo avec l'actrice Lina El Arabi.
En 1996, Cécile Caulier conteste auprès de la SACEM le partage de la propriété sur la musique de sa chanson Mon amie la rose aux héritiers de Jacques Lacome d'Extalenx, compositeur déclaré, prétendant qu'il n'était en fait que l'arrangeur au piano. En 2000, elle tâche, en vain, d'engager un procès pour récupérer des dividendes sur la diffusion de la même chanson, que l'année précédente la chanteuse Natacha Atlas a de nouveau rendue célèbre.  

## Interprétations

### Françoise Hardy
- Disques Vogue (V.45-1252), France, 1964, 45 tours single.

Dans les années soixante, les 45 tours 2 titres ne se trouvaient pas en vente chez les disquaires de France ; ils étaient uniquement destinés aux exploitants de bar et de café possédant un juke-box..
1. Mon amie la rose (paroles de Cécile Caulier, musique de Cécile Caulier et Jacques Lacome), 2 min 15 s.
2. Je n'attends plus personne (Non aspetto nessuno), (adaptation du texte de Giovanni Meccia par Françoise Hardy, musique d'Enrico Ciacci), 3 min 14 s.

### Natacha Atlas
- Mantra Recordings (7243-8-95712-2-6), France, 1999, CD single.

1. Mon amie la rose (version de l'album Gedida), 4 min 47 s.
2. Mon amie la rose (radio remix), arrangement d'André Manoukian, 3 min 25 s.